# Vals-le-Chastel

Vals-le-Chastel este o comună în departamentul Haute-Loire, Franța. În 2009 avea o populație de 46 de locuitori.